# Wulfgar (Royaumes oubliés)
Pour les articles homonymes, voir Wulfgar.
Wulfgar, le fils de Beorngar, est un personnage de fiction. C'est un barbare des Royaumes oubliés créé par l'auteur d'Heroic Fantasy américain R. A. Salvatore.
Wulfgar était au départ le protagoniste de la première série de romans de Salvatore, la trilogie de Valbise. Celle-ci devait se dérouler dans les iles Sélénaé, mais quand son intrigue a été déplacée dans Valbise, le personnage de Drizzt Do'Urden a été inventé comme faire-valoir de Wulfgar ; Drizzt a pris la place de protagoniste dans les romans suivants,. Wulfgar a repris un rôle central dans le roman L'Épine dorsale du monde.

## Présentation
Wulfgar est décrit physiquement, de façon presque médicale, dans le premier roman où il apparait, L'Éclat de cristal. C'est un barbare du Valbise, originaire de la Tribu de l'Élan. Cet homme est doté d'une force hors du commun, et mesure plus de deux mètres (7 pieds). Son impressionnante carrure et sa longue chevelure blonde l'ont fait parfois passer pour un avatar de Tempus, le dieu de la Guerre. C'est également un grand guerrier, maniant son puissant marteau de guerre, Aegis-Fang, de main de maître. Il a été entraîné au maniement des armes par le célèbre rôdeur drow Drizzt Do'Urden. Malgré sa fierté excessive qui refait parfois surface, Wulfgar est un homme bon, généreux, sage, et surtout très courageux. Mourir au combat en protégeant ceux qu'il aime ne l'effraie pas le moins du monde. Tanja Monique Bruske-Guth voit la description de Wulfgar dans le roman comme une façon dont les attributs abstraits d'un personnage-joueur de jeu de rôle peuvent être expliqués et visualisés.

## Équipement
- Crocs de l'Égide (marteau de guerre). L'objet qui caractérise le mieux Wulfgar est évidemment son arme, le marteau de guerre baptisé Crocs de l'Égide (Aegis-Fang en VO). Il s'agit d'un don de son père adoptif, le nain Bruenor Marteaudeguerre. Dans les traditions naines, on raconte que chaque forgeron de talent fait dans sa vie une œuvre unique, qui est la quintessence de son art et il ne saurait jamais faire un objet plus beau ou plus puissant. Après avoir forgé et enchanté ce marteau lors de la nuit du solstice d'été, Bruenor Marteaudeguerre ne toucha plus jamais à une enclume de sa vie. La tête de Crocs de l'Égide a été forgée dans un bloc du mithral d'une pureté et d'une force extrême, héritage venu du père de Bruenor qui, lui, n'eut jamais l'occasion de réaliser sa grande œuvre, le manche quant à lui est en adamantium. Crocs de l'Égide est décoré de symboles sur chaque côté de la tête du marteau : de l'un le marteau et l'enclume de Moradin le Forgeur d'âme et de l'autre les haches croisées de Clangeddin, le Père de la bataille des nains. Des runes de pouvoir parcourent le mithral du marteau et sont dissimulées par un symbole élaboré de Dumathoïn, le Gardien des Secrets. Crocs de l'Égide est aussi entièrement recouvert d'une fine poussière de diamant magique. Le marteau a été fait spécialement pour Wulfgar et ses propriétés ne se dévoilent qu'uniquement si le marteau est manié par le grand barbare. Lorsque Wulfgar lance Crocs de l'Égide, ce qu'il fait très souvent, l'arme après un court laps de temps revient par magie dans la main du barbare. Il peut également l'appeler s'il se trouve à proximité (moins de dix mètres) dans le cas où il serait tombé pendant un affrontement par exemple. On peut supposer que l'arme est lourde, puisqu'adaptée à la force colossale de Wulfgar, mais d'un équilibre irréprochable. Si la puissante musculature de Wulfgar fait de ses jets de marteau des attaques meurtrières, Crocs de l'Égide y ajoute une touche magique qui amplifie encore le potentiel destructeur de ses attaques : alors qu'il découvrait les propriétés de son arme, Wulfgar désintégra un verbeeg (sortes de géants) d'un unique lancer.
- Vêtements et armure. Nous savons cependant peu de choses sur son équipement défensif. Il ne porte comme « armure » une tunique sans manches dont le torse est parée d'une tête de loup, plus souvent illustrée (sur les couvertures des rééditions de la série La Légende de Drizzt) que décrite dans les livres (une ou deux fois, lors de la première attaque des drows sur Castelmithral). Il est possible qu'il s'habille aussi de vêtements simples, en toile ou cuir. Peut-être aussi a-t-il porté occasionnellement une cotte de mailles, comme lors du siège de Mithril Hall par le chef de guerre orque Obould Maintes-Flèches.

## Histoire
- Né dans les plaines glacées du Val Bise, la région la plus au Nord des Royaumes oubliés, Wulfgar est le fils de Beorngar, un homme qui fut chef de la Tribu de l'Élan. Sous la tutelle de son père, il est devenu un honorable guerrier. Ses principes étaient fondés sur l'honneur et le courage, et le mépris de toute faiblesse. Mais l'histoire de Wulfgar débute vraiment lorsque le grand chef de guerre Heafstaag décide d'unir les tribus barbares pour attaquer l'agglomération de Dix-Cités, capitale du Val Bise. Convaincu de la perfidie et de la lâcheté des habitants urbains, Wulfgar se joint à cette attaque sans se poser de question. La résistance farouche qu'opposent les guerriers et défenseurs de Dix-Cités prend les barbares par surprise. Alors que Heafstaag perd un combat singulier contre Drizzt Do'Urden, Wulfgar voit un nain à barbe rousse se dresser sur son chemin. Malgré un coup formidable sur le crâne, le nain parvient à le vaincre, mais lui laisse la vie sauve. Bruenor Marteaudeguerre, puisqu'il s'agit de lui, avait vu un éclat particulier dans les yeux de ce jeune barbare. Convaincu qu'il valait mieux que ses congénères, Bruenor décide de s'occuper de Wulfgar. Pour qu'il expie les crimes de son peuple envers les habitants de Dix-Cités, le puissant nain le prend à son service pour une durée de cinq ans.
- Ces cinq années de servitude n'ont rien d'un esclavage brutal. Malgré une certaine forme de captivité (Wulfgar ne peut quitter les mines des nains) le jeune barbare apprend nombre de choses importantes. Il apprend premièrement à forger des armes, se découvrant un talent en la matière. Cette activité contribue à développer sa musculature, faisant de lui un colosse aussi fort qu'une montagne. Bruenor lui apprend également les vertus de la patience, et du vrai honneur, à l'inverse de sa première vision de la chose. Wulfgar se lie également d'amitié avec la fille adoptive de Bruenor, une jeune femme du nom de Cattie-Brie. Au bout de cinq ans, Bruenor lui fait don de Crocs de l'égide, un marteau de guerre enchanté très puissant. Il est alors formé par Drizzt Do'Urden, qui lui apprend à se battre et lui confère un code moral.
- Wulfgar libéré de son esclavage décida d'accomplir une quête pour respecter un serment qu'il fit peu après sa capture par le clan Marteaudeguerre. Le barbare se glissa dans l'antre d'un célèbre dragon blanc de la région, Ingeloakastimizilian, et le tua avec l'aide de Drizzt qui l'avait discrètement suivi. Les deux amis se séparèrent peu de temps après. Le barbare rejoignit les tribus barbares et revendiqua le commandement de son ancienne tribu, celle de l'Élan et bat le terrible Heafstaag, qui a pris le contrôle de toutes les tribus, dans un duel à mort, après avoir brandi au milieu des barbares attroupés les cornes de Glacemort. Wulfgar réussit à unir toutes les tribus barbares du Valbise et participe au sauvetage de Bryn Shander, la principale ville des Dix-Cités, qui était alors assiégée par les armées gobelinoïdes d'Akar Kessel en possession de l'Éclat de cristal. Avec cette aide inattendue, les Dix-Cités réussirent à repousser les armées ennemies, toutefois les nombreuses pertes à déplorer promettent un hiver rude auquel beaucoup risquent de ne pas survivre, le jeune Wulfgar (à peine d'une vingtaine d'années) réussit à dépasser les anciennes rancunes dues à l'extermination des barbares cinq ans plus tôt et permet aux sédentaires des Dix-Cités et aux barbares nomades de survivre en s'entraidant.
- Wulfgar partit avec Drizzt, Régis et Bruenor, ce dernier ayant décidé de partir en quête de Castelmithral, sa patrie natale. La quête les mena à Luskan, où Wulfgar découvrit l'effroyable mode de vie des citadins, les tavernes et leurs champions ivrognes. Il dut se défendre dans l'une d'elles et y provoqua un gigantesque carnage, à la suite duquel le groupe dut fuir la ville. Wulfgar découvrit aussi l'extravagante famille Harpell, un clan de magiciens dont la prudence n'est pas vraiment leur fort, et apprit chez eux à accepter et presque accepter la magie, que son peuple d'origine tenait en horreur, la considérant comme l'arme des traîtres et des lâches, ces derniers ne méritant que la mort.
- Après avoir finalement retrouvé Castelmithral et combattu Ombreflet, Wulfgar partit avec Drizzt à Portcalim sauver Régis, qui avait été enlevé par Artémis Entreri dans le défilé de Garumn. Dans la ville d'Eauprofonde, le groupe composé uniquement de Drizzt et Wulfgar se retrouva à nouveau dans une taverne et n'ayant trouvé que le combat comme réponse aux fanfaronnades du champion de la taverne de Luskan, Wulfgar fit preuve de sagesse et parvint à éviter le combat, réprimant son sens de l'honneur qui le poussait à le remettre à sa place. Drizzt ayant tout observé apprécia beaucoup cet éclat de sagesse de la part du barbare qui apprenait de jour en jour.
- Lors de la première attaque des drows sur Castelmithral, les compagnons du Hall furent dans une position extrêmement délicate, Bruenor, Cattie-Brie et Wulfgar séparés de Drizzt et Régis et devant combattre de nombreux drows, en plus d'Artémis Entreri voulant sa revanche sur l'elfe noir. Vierna Do'Urden invoqua une servante de Lolth, une yochlol (démon à la peau cireuse, évoquant une bougie à moitié fondue), qui attaqua Wulfgar et réussit à l'attirer jusqu'à elle pour essayer de le dévorer. Une fois piégé, le barbare comprit qu'il ne pourrait pas échapper à la pression surpuissante des mâchoires de la yochlol, alors se pensant condamné, il fit s'effondrer sur lui et l'entité démoniaque le tunnel qui les surplombait...
- Wulfgar fut alors remis à Lolth, qui s'en servi comme monnaie d'échange pour obtenir une alliance temporaire avec le démon Errtu. Celui-ci utilisa à son tour Wulfgar pour tendre à piège à Drizzt Do'Urden, à qui il devait son bannissement dans les abysses, et torturera Wulfgar pendant plusieurs années. Mais alors que Drizzt affrontait le Balor, il était aidé d'un jeune barbare portant Croc de l'Egide. La proximité de son arme permis à Wulfgar de se libérer et de vaincre le démon.
- Wulfgar a du mal à surmonter ses années de torture. Brisé psychologiquement, il préfère s'écarter de ses compagnons et trouve refuge dans l'alcool à Luskan. Ivre mort, il se fait dérober Croc de l'Egide. Accusé à tort d'une tentative de meurtre sur le capitaine Deudermont, il échappe à une exécution cruelle et sanglante sur intervention de la victime. Banni de Luskan en compagnie d'un voleur devenu son ami, Morik le Rogue, il vit en bandit de grand chemin, même si son éthique lui impose une certaine mesure dans ses crimes, ce qui le mettra d'ailleurs en danger, lorsqu'il refusera de tuer une victime armée. S'efforçant de ne plus boire, il se retrouve peu à peu.
- Après avoir attaqué un carrosse, il est accusé de viol par son occupante, en réalité enceinte d'un autre homme que son mari, le seigneur local. Condamné à mort, il est libéré secrètement par la jeune femme. Il reviendra 7 mois plus tard revendiquer le bébé (une fille), ayant entretemps compris la détresse de la dame dont les mensonges ne trompent plus personne. Il repasse alors à Luskan présenter ses excuses à ceux qu'il a blessé, et part avec une amie, Delly Curtie, qui devient sa femme et la mère de l'enfant, appelée Colson.
- Décidé de retrouver Croc de l'Egide, il reprend la route pour traquer la femme pirate qui possède son arme. Poussé par le besoin de revoir Wulfgar, ses ancien compagnons reprennent la même quête et tous se retrouvent enfin.

## Réactions
Dans le blog Io9, au moment de revisiter de vieux romans de Donjons & Dragons, Rob Bricken a remarqué qu'après avoir capturé Wulfgar, Bruenor « place Wulfgar en servitude forcée pendant quatre ans, mais à la fin Wulfgar est quasiment son fils adoptif, au point que Bruenor fabrique pour Wulfgar un marteau de guerre super-balaise qui revient à sa main quand il le lance (donc au moins Salvatore pompe Thor au lieu du SdA). » Bricken remarque aussi que « Drizzt et Wulfgar sont si absurdement costauds qu'ils battent 25 géants à eux deux ».
D'après Aidan-Paul Canavan, Wulfgar est un des personnages « typiques du jeune héros guerrier, fort, honnête, au sang chaud, fréquent dans les histoires d'aventures et similaire à Conan, la création de Howard. »
Tanja Monique Bruske-Guth analyse le développement de Wulfgar en lien avec l'usage de la violence. Après son éducation barbare, le personnage prend la violence comme simplement acquise. Ses actions sont décrites graphiquement et lient sa présentation dans le roman avec le jeu de rôle : Wulfgar compte les ennemis qu'il a tué, ce qui a des parallèles avec la mythologie mais aussi avec l'accumulation de points d'expérience pour avoir vaincu des ennemis dans un jeu.
Elle note que son service imposé chez les nains, et particulièrement auprès de Bruenor, forme le physique de Wulfgar et lui permet de réfléchir à son comportement passé et à changer sa vision du monde : il continue à combattre, mais décide de n'utiliser la violence que « contre le mal », ce qui fait passer la moralité du personnage du mal vers le bien. Ce développement du personnage est facilité par l'obtension de larme nommée, Crocs de l'Égide. Il suit ainsi un cliché classique de la fantasy tel que décrit par Susanne van Clewe : le héros, ici Wulfgar, reçoit un objet magique qui lui accorde le pouvoir souverain. Et en même temps il présente une épreuve de caractère : pourra-t-il porter la responsabilité qui lui est liée ?